# Chixdiggit! II
Chixdiggit! II is een studioalbum van de Canadese poppunkband Chixdiggit en is een heropname van het debuutalbum Chixdiggit! dat werd uitgegeven door het label Sub Pop in 1996. Daarbij bevat het album ook enkele nummers die de band in de jaren 90 nog veel speelde. Het is uitgegeven door het Zweedse label Bad Taste Records op 31 oktober 2007 en is het laatste studioalbum van de band tot nu toe.

## Nummers
1. "Dolphins Love Kids" - 0:59
2. "Great Legs" - 0:54
3. "Where's Your Mom" - 1:58
4. "Henry Rollins is No Fun" - 1:14
5. "I Wanna Hump You" - 2:15
6. "Song For "R"" - 2:08
7. "Stacked Like That" - 0:48
8. "Hemp Hemp Hooray" - 3:37
9. "323" - 1:22
10. "Angriest Young Men (We're The)" - 1:51
11. "Toilet Seat's Coming Down" - 1:29
12. "Shadowy Bangers From a Shadowy Duplex" - 2:15
13. "Van Horne" - 1:45
14. "I Drove The Coquihalla" - 1:45
15. "(I Feel Like)(Gerry) Cheevers (Stitch Marks on My Heart)" - 3:01
16. "Rave Queen" - 2:32
17. "Spring" - 1:06